# Baliodryas steinbachi
Baliodryas steinbachi is een slang uit de familie toornslangachtigen (Colubridae) en de onderfamilie Dipsadinae.

## Naam en indeling
De wetenschappelijke naam van de soort werd voor het eerst voorgesteld door George Albert Boulenger in 1905. Oorspronkelijk werd de wetenschappelijke naam Rhadinaea Steinbachi (sic) gebruikt.
Het is de enige soort uit het monotypische geslacht Baliodryas. De slang werd eerder aan andere geslachten toegekend, zoals Erythrolamprus, Rhadinaea en het niet langer erkende Liophis.

## Verspreiding en habitat
De slang komt voor in delen van Zuid-Amerika en leeft in de landen Bolivia (in het zuidoosten) en Brazilië (in het zuidwesten).
De habitat bestaat uit vochtige tropische en subtropische laaglandbossen. Baliodryas steinbachi is aangetroffen op een hoogte van ongeveer 250 meter boven zeeniveau.

## Beschermingsstatus
Door de internationale natuurbeschermingsorganisatie IUCN is de beschermingsstatus 'onzeker' toegewezen (Data Deficient of DD).